# Frimærket
Frimærket er en dansk undervisningsfilm fra 1971 instrueret af Helge Ernst efter eget manuskript.

## Handling
Moderne frimærkefremstilling med den nye flerfarve-tryk-maskine